# Dal Maxvill
Charles Dallan Maxvill (Granite City, Illinois, 18 de febrero de 1939), más conocido como Dal Maxvill, es un exjugador profesional estadounidense de béisbol que se desempeñó en la posición de campocorto en las Grandes Ligas de Béisbol (MLB). Logró obtener un Guante de Oro.

## Carrera
Maxvill jugó como profesional once temporadas en St. Louis Cardinals (1962-1972), después pasó a Oakland Athletics (1972-1973), luego a Pittsburgh Pirates (1973-1974), posteriormente regresó a Oakland Athletics, donde jugó dos temporadas (1974-1975), y fue el equipo en el que se retiró.

## Premios
Fue galardonado con el Guante de Oro en una oportunidad (1968).